# Elgoibar
Elgoibar is een gemeente in de Spaanse provincie Gipuzkoa in de regio Baskenland met een oppervlakte van 39 km². Elgoibar telt 11.594 inwoners (1 januari 2016).

## Geboren
- Markel Bergara (1986), voetballer

## Demografische ontwikkeling
Bron: INE; 1857-2011: volkstellingen
Opm.: In 1889 werd het dorp Garagarza van Deva afgesplitst en bij Elgoibar gevoegd; in 1983 werden de dorpen Garagarza en Mendarozábal afgestaan voor de vorming van de nieuwe gemeente Mendaro